# Fours à chaux de Chalezeule
Les fours à chaux de Besançon-Chalezeule sont deux fours à chaux accolés l'un à l'autre situés dans la commune française de Chalezeule, près de Besançon (Doubs).

## Histoire
L'histoire de la chaux à Chalezeule remonte au moins au XIIe siècle et était alors l'activité économique essentielle dans le village, ce dernier ayant même pris le nom de Calisola, dérivé du mot chaux à cette époque. Dès 1844, la pierre calcaire était extraite pour la construction, au lieu-dit les Maurivelles, et servait aux agriculteurs de la région. C'est ici qu'ont été érigés les fours à chaux.
En 1864, Pierre Bertin, artisan-chaufournier du village, est autorisé à construire deux fours destinés à la calcination des pierres calcaires pour produire de la chaux vive puis de la chaux éteinte obtenue après la réaction complète de la chaux vive avec de l'eau et un séchage rigoureux.
La production servira principalement à l' approvisionnement du chantier de construction des quais de la rive droite du Doubs à Besançon, alors en pleine construction, la matière principale du maçonnage des pierres étant alors le mortier de chaux. Les deux fours fonctionnaient en alternance, l'un en juillet et l'un en août et une dizaine de chaufourniers y travaillèrent pendant la construction des quais Veill-Picard et de Strasbourg jusqu'en 1881, pour un salaire quotidien moyen de 3,50 Francs.
Un problème de main d'œuvre aurait fait cesser l'activité des fours vers 1914, et ceux-ci furent abandonnés après la guerre. Plusieurs raisons furent avancées pour expliquer cet abandon, comme un possible litige entre le propriétaire des fours à chaux et la commune de Chalezeule, une concurrence accrue avec les chaufourniers du Jura et de Bourgogne ou encore à cause de l'utilisation nouvelle du ciment. L'eau utilisée pour éteindre la chaux vive était amenée par des canalisations venant du Doubs, dont on a retrouvé la plate-forme près du château de la juive. Les fours de Besançon-Chalezeule ont été restaurés en 1997 par l'association Calisiola. Ils ne sont pas encore inscrits à l'inventaire des monuments historiques.

## Galerie

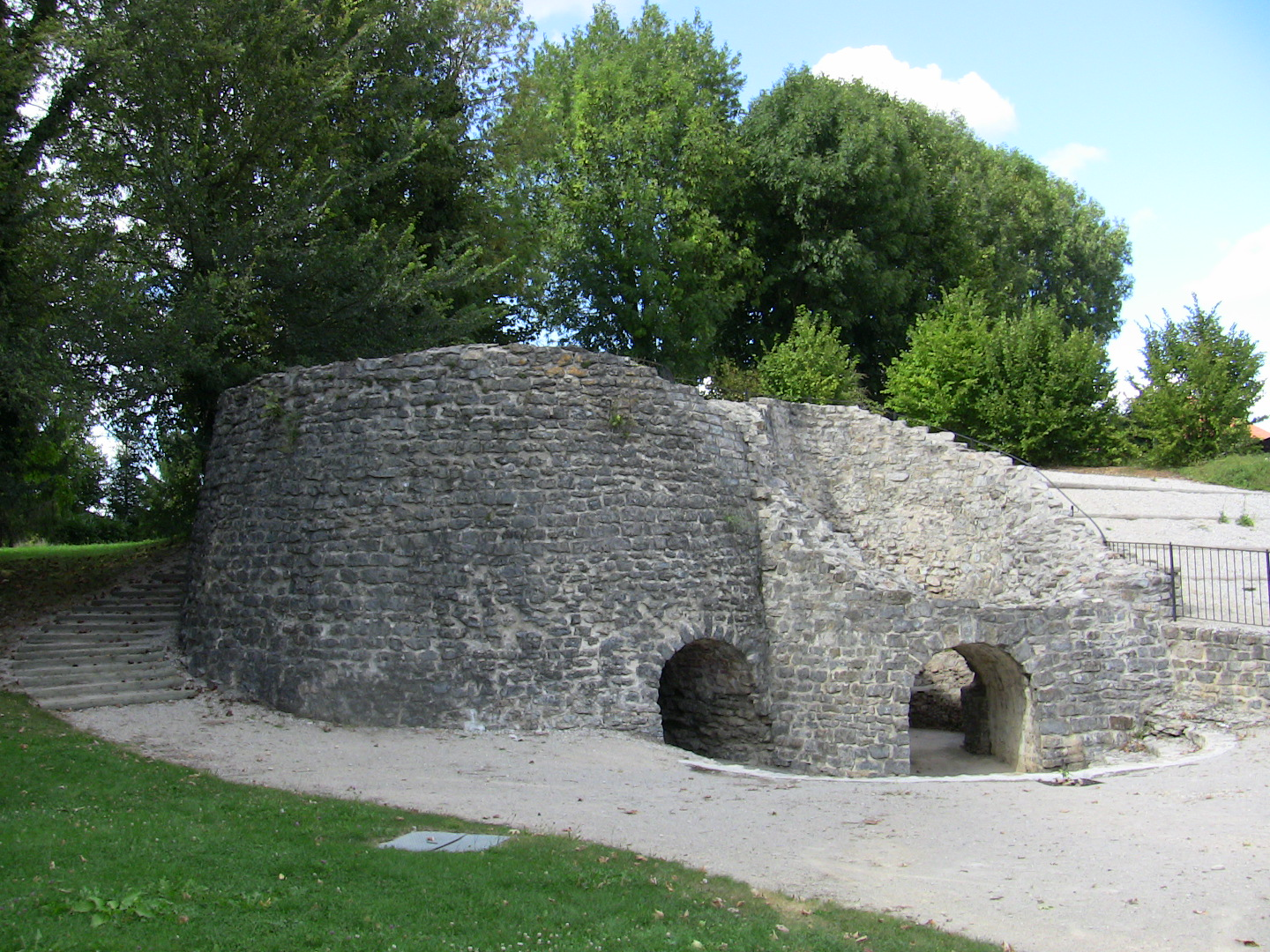
Vue générale de l'édifice.
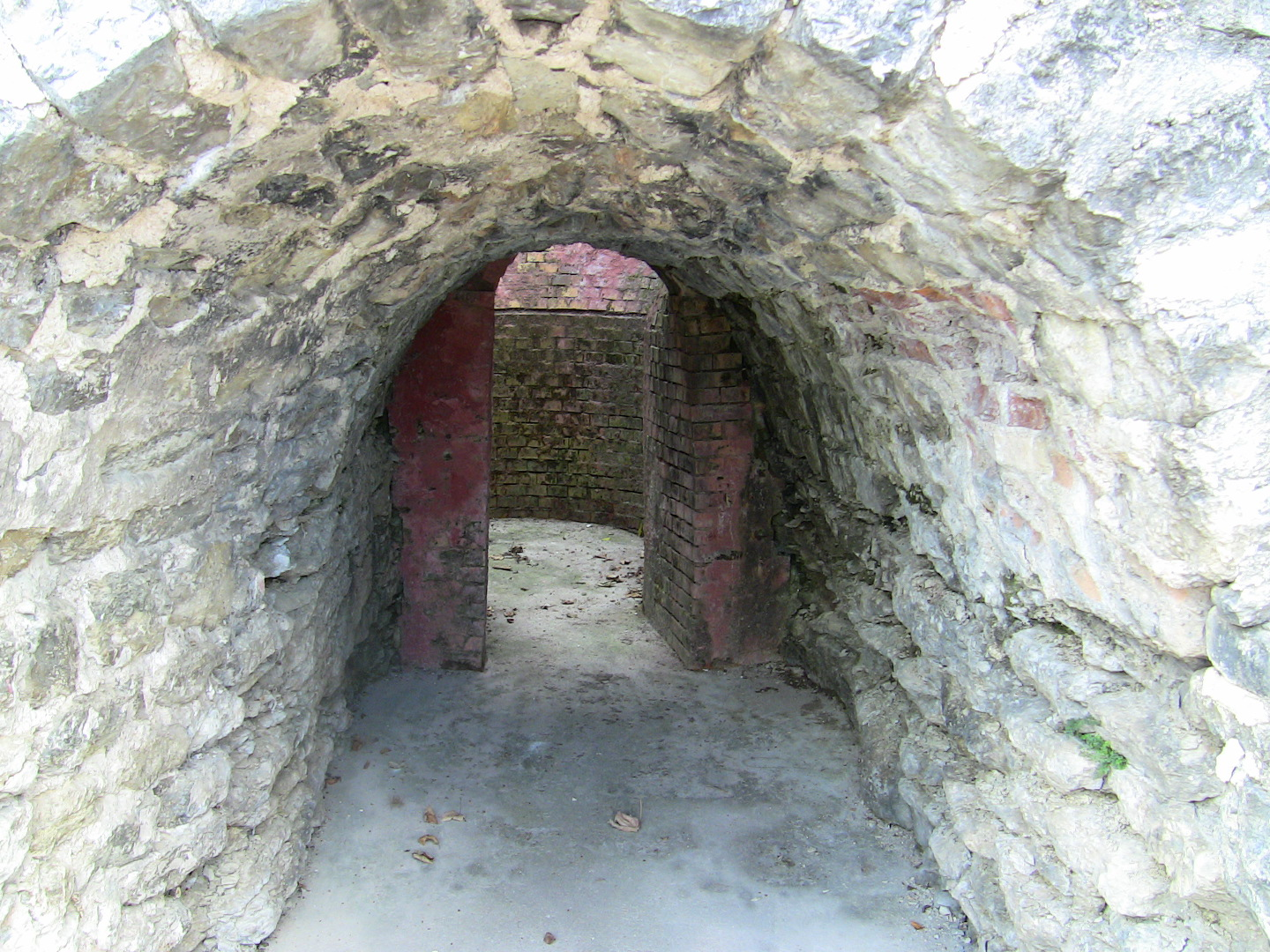
Autre aperçu des fours.
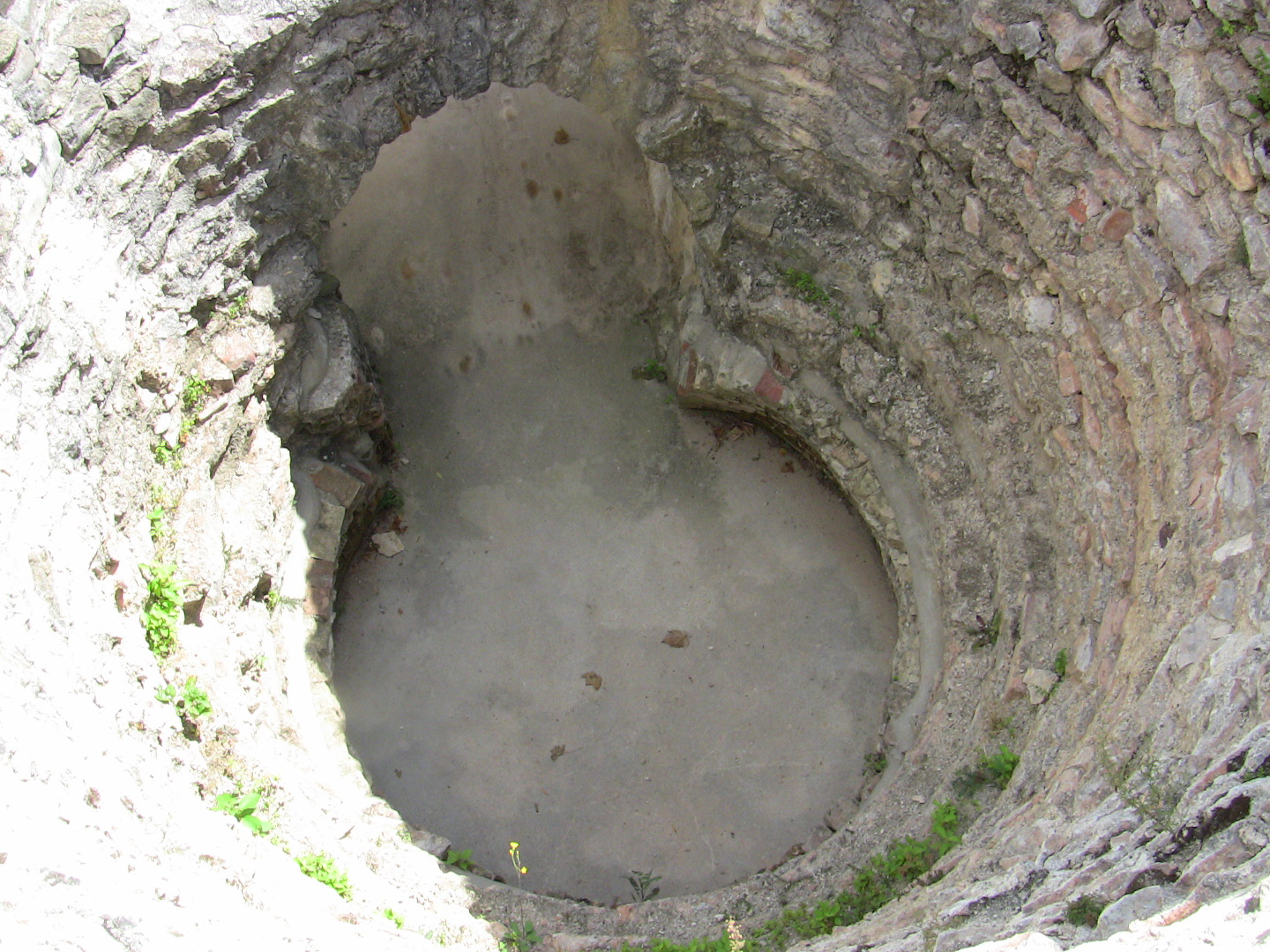
L'un des fours, vue de haut.